# Ethinylazid
Ethinylazid (Azidoacetylen) ist eine instabile organische Verbindung, die sowohl als organisches Azid als auch monosubstituiertes Ethin gesehen werden kann. Der Stickstoffgehalt im Molekül beträgt 62,7 %.

## Geschichte
Ein erster, erfolgloser Versuch, die Verbindung herzustellen, wurde schon 1910 publiziert. Ausgehend vom Vinylazid wurde durch Bromierung das 1-Azido-1,2-dibromethan erhalten. Dessen zweifache Dehydrohalogenierung zur Zielverbindung schlug fehl. In den folgenden Jahren wurde von weiteren erfolglosen Syntheseversuchen berichtet. Die erste Herstellung gelang 2012 einer Gruppe der TU Chemnitz.

## Darstellung und Gewinnung
Eine Herstellung gelingt durch die Umsetzung von Ethinylphenyliodoniumtrifluormethansulfonat bzw. -tetrafluorborat mit Hexadecyltributylphosphoniumazid bei −40 °C.

## Eigenschaften
Ethinylazid ist eine hochexplosive Verbindung und nur in Lösung sicher handhabbar. Eine Charakterisierung erfolgte mittels 1H-, 13C-, 15N-NMR-Spektroskopie und IR-Spektroskopie. Die Halbwertszeit in Lösung in Dichlormethan beträgt bei −30 °C etwa 17 Stunden. Eine Abfangreaktion ist die Umsetzung mit Cyclooctin, wobei ein entsprechendes Triazolderivat gebildet wird. Die Zersetzung der Verbindung verläuft nach Stickstoffabspaltung über ein Carbenintermediat. Die Zersetzung in Gegenwart von 2,3-Dimethylbut-2-en ergibt ein Gemisch aus 1-Cyano-2,2,3,3-tetramethylcyclopropan und 4,5-Dimethylhex-4-ennitril.